# Elytrimitatrix nigrella
Elytrimitatrix nigrella là một loài bọ cánh cứng trong họ Cerambycidae.